# チャロス・デ・ハリスコ
チャロス・デ・ハリスコ（西: Charros de Jalisco）、ハリスコ・ホースメン（英: Jalisco Horsemen）は、メキシコ合衆国ハリスコ州グアダラハラに本拠地を置く、リーガ・メヒカーナ・デ・ベイスボル（メキシカンリーグ、LMB）とウィンターリーグのリーガ・メヒカーナ・デル・パシフィコ（LMP）に所属するプロ野球チームである。
アルゴドネロス・デ・グアサベの保護権を買収した2014/2015シーズンからウィンターリーグ（LMP）のみに参加していたが、2023年11月に同じグアダラハラを本拠地としていたLMBのグアダラハラ・マリアッチスを買収し、LMBとLMPの両リーグに加盟する2番目のチームとなった。

## 歴史
現在のチャロス・デ・ハリスコがLMPに参加したのは、2014/2015シーズンのことであるが、その歴史自体は1946年にできたポソレロス・デ・ハリスコというチームまで遡る。このポソレロスは1949年にチャロス・デ・ハリスコに改名した。
メキシカンリーグ（LMB）には1949年から1952年、1964年から1975年、1988年、1991年から1995年と、過去4期にわたり所属。
最初の本拠地球場はいバッリオ・デ・アナルコに建てられた。この球場は1952年まで使用されたが、バスターミナル用地を確保しなければならなかったのに加え、チャロス球団自体の資金不足も相俟って、球場は解体され、チャロス球団も移転した。跡地はバスターミナルとして使われた後、現在は連邦政府の建物が建つ。
チャロスの名前の由来は、チワワへの遠征の途中に、日除けのためにつばの大きい帽子を買い、チワワに到着した際も着用していたことから、メキシコの伝統的な馬乗りである「チャロ」のようであるということから来ている。

## 歴代本拠地
- 1952年まで：エスタディオ・ムニシパル（市民球場）
- 1953年 - 1995年：エスタディオ・テクノロジコ・デ・ラ・UDG（グアダラハラ工科大学球場）
- 2014年 - ：エスタディオ・パナメリカーノ（パンアメリカン野球場）

## 成績
LMP加入初年度の2014 - 2015シーズンは最終戦でトマテロス・デ・クリアカンに敗れ優勝を逃したものの、堂々の2位に輝いた。その後、2018/2019に初優勝を果たし、2021/2022シーズンにも優勝している。

## 主な所属選手
- ジャフェット・アマダー - 元東北楽天ゴールデンイーグルス
- アガスティン・ムリーヨ - 元東北楽天ゴールデンイーグルス
- セルジオ・ロモ - 元サンフランシスコ・ジャイアンツ
- クリスチャン・ビヤヌエバ - 元読売ジャイアンツ